# Istanbul (jeu)
Pour les articles homonymes, voir Istanbul (homonymie).
Istanbul est un jeu de société créé par Rüdiger Dorn. Le jeu est bien reçu par la critique et figure parmi les 150 meilleurs jeux de société du site Board Game Geek (BGG).

## Règles du jeu de base

### Matériel
Une boîte de jeu se compose des éléments suivants :
- 16 Tuiles Quartier, appelées “Quartiers”
- 5 Charrettes (plateaux des joueurs)
- 15 Extensions de Charrette
- 26 Cartes bonus
- 16 Tuiles Mosquée
- 10 Tuiles Demande
- 57 Pièces de valeurs : 1 (30x), 5 (15x) et 10 (12x)
- 4 Marqueurs Bureau de poste
- Un Marqueur premier
- Un jeton Gouverneur (violet) et Contrebandier (noir)
- 32 Rubis
- 2 Dés

De plus chaque joueur reçoit : 
- 1 Jeton Marchand
- 5 Jeton assistants
- 1 Membre de la famille
- 4 Indicateurs de marchandise

### Résumé
Les joueurs déplacent un marchand et ses assistants dans le bazar d'Istanbul. En différents lieux, il est possible de laisser les assistants pour effectuer certaines actions. Les assistants étant en nombre limités, ils devront être récupérés par le marchand avant de pouvoir être réutilisés.
Durant le jeu le marchand utilise une carriole afin de transporter les ressources à échanger contre des capacités spéciales, ou des rubis. Le premier joueur à posséder cinq rubis gagne la partie.

## Extensions
Une première extension a été diffusée en 2014 dans le magazine Spielbox en 2014 : Kebab shop.
Une seconde extension est sortie en 2015 : Mocha & Baksheesh. 
Trois nouvelles extensions arrivent en 2016 : Letters & Seals, Pegasus Depot et Caravan Leader. 
De plus, le jeu a reçu des mini-extensions incluses dans le calendrier d'advent Brettspiel Adventskalender 2016 et le jeu de cartes Super Power, en 2019.

## Prix et nominations

### Récompenses
- 2014 : Spiel des Jahres, meilleur jeu pour connaisseur[10]
- 2014 : Prix Swiss Gamers[11]
- 2014 : Prix Gouden Ludo[12]

### Nominations
- 2014 : Jeu de l'année Golden Geek Board[13]
- 2014 : Meilleur jeu de stratégie Golden Geek Board[14]
- 2014 : Meilleur jeu familial Golden Geek Board[15]
- 2014 : Prix Meeples Choice[16]
- 2014 : Prix Hra roku[17]
- 2014 : Prix au jeu multi-joueur International Gamers[18]